# Fortuné Leydet
 (décembre 2019).
Si vous disposez d'ouvrages ou d'articles de référence ou si vous connaissez des sites web de qualité traitant du thème abordé ici, merci de compléter l'article en donnant les références utiles à sa vérifiabilité et en les liant à la section « Notes et références ».
Joseph Guillaume Fortuné Leydet, né le 6 mars 1780 à Sisteron (Haute Provence) où il est mort le 28 novembre 1854, est un officier et homme politique français.

## Biographie
Joseph Guillaume Fortuné Leydet naît le 6 mars 1780 à Sisteron. Il est le fils de Jean Antoine de Laidet, sieur de Champleubin, capitaine d'infanterie, consul de Sisteron, chevalier de l'ordre royal et militaire de Saint-Louis, et de son épouse, Marie Anne Françoise Desguisiers des Tourres. Il est le cousin germain du général Claude Mathieu de Gardane.
Il embrasse de bonne heure la carrière des armes : engagé en 1802, il fait la campagne de Saint-Domingue et toutes les campagnes du Premier Empire. Chef de bataillon lors de la chute de Napoléon Ier, il se prononce pour la royauté restaurée et ne tarde pas à recevoir le prix de son dévouement. En 1823 il est colonel du 10e régiment de ligne ; plus tard, il commanda le 57e et passe bientôt dans les rangs de l'opposition, ce qui lui valut quelques tracasseries de la part du pouvoir et son élection comme député par le département des Basses-Alpes.
Il vota avec les députés de la contre-opposition pour la fameuse adresse des 221, motion de défiance au gouvernement Polignac. À la suite des Trois Glorieuses, il est réélu député et se range sous la bannière de son parent Casimir Perier. Élevé au grade de général de brigade, il redouble de zèle et soutient le ministère tout en réclamant énergiquement des réformes utiles et en signalant des abus dans le budget de la guerre.
En 1832, il participe à la répression de l'insurrection parisienne des 5 et 6 juin. En 1834, revenu à ses principes d'opposition, s'oppose à la loi contre les associations et combat vivement le projet du gouvernement sur les crédits supplémentaires. Cette opposition lui coûte son commandement ; cependant, en 1836, il accompagne le général Bugeaud en Algérie et retrouve les faveurs du pouvoir : nommé lieutenant général en 1840, il est admis à la retraite comme général en 1845.
Il se consacre alors à sa carrière parlementaire : questeur de la Chambre de 1839 à 1846, il retrouve son siège de député de 1848 à 1851, siégeant avec la gauche modérée d'abord à l'Assemblée nationale constituante puis à l'Assemblée législative.
Il est brièvement expulsé après le coup d’État du 2 décembre 1851.
Il meurt le 28 novembre 1854 à Sisteron.